# چوان
چوان (چینی: 串‌های Dungan: Чўан با پینیین: chuànهای شیائو'erjing: چُوًاهای [ʈʂʰuan][ʈʂʰwân]; "کباب"; اویغور: کاۋاپ‌های кавап; "kawap") گاهی به‌عنوان چوان r (چینی: 串儿) تکه‌های کوچک از گوشت کباب شده روی سیخ است. سرچشمه این خوراکی در سین کیانگ کشور چین چین است. اما چوان در سراسر نقاط کشور به ویژه در پکن، تیانجین، جینان و جیلین نیز به عنوان غذای خیابانی دارای محبوبیت است. چوان بخشی از آشپزی اسلامی چینی محسوب می‌شود و ویژه مردم اویغور و چینی مسلمانان است.

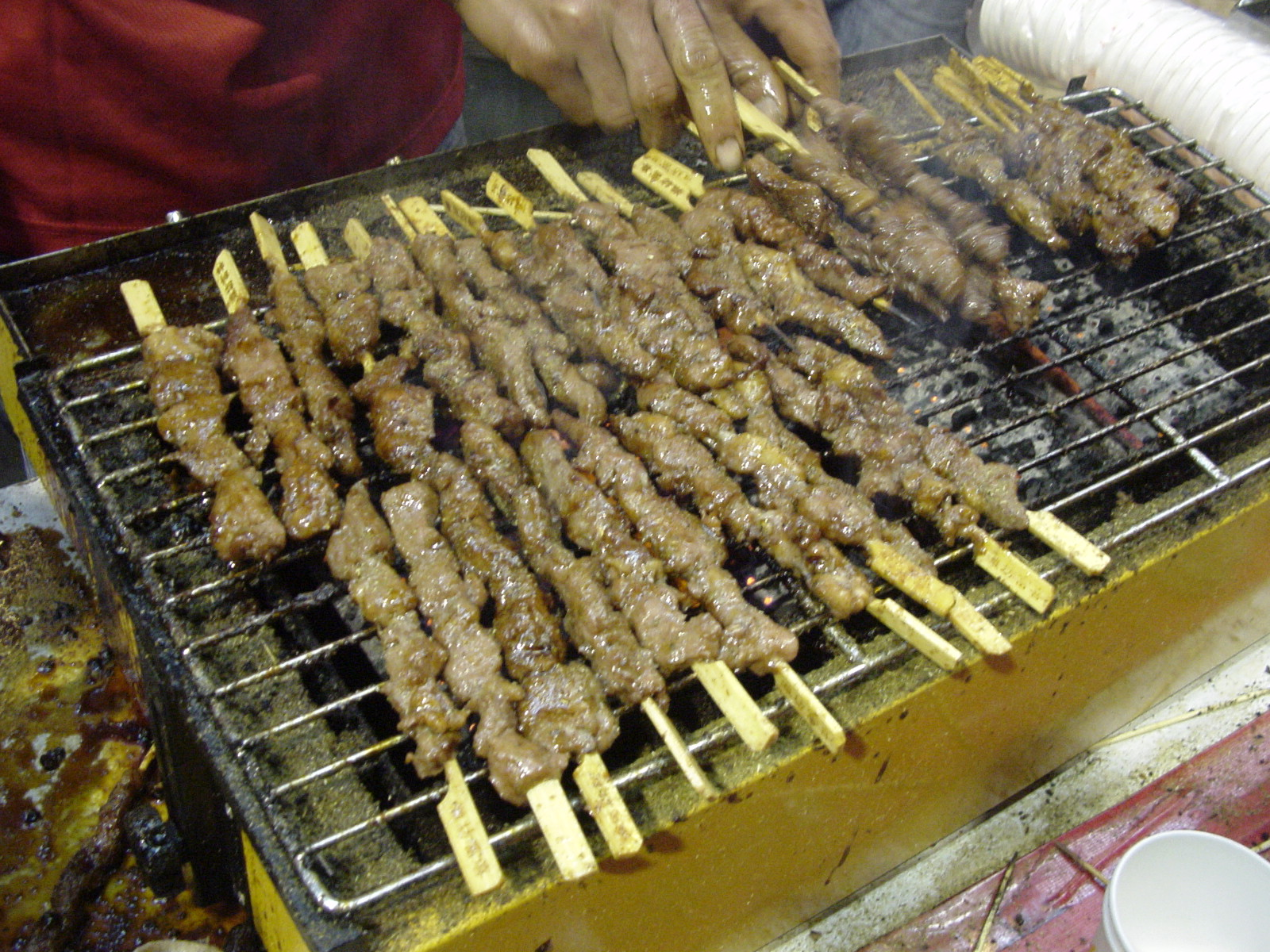
کبابی چوان بره چوب

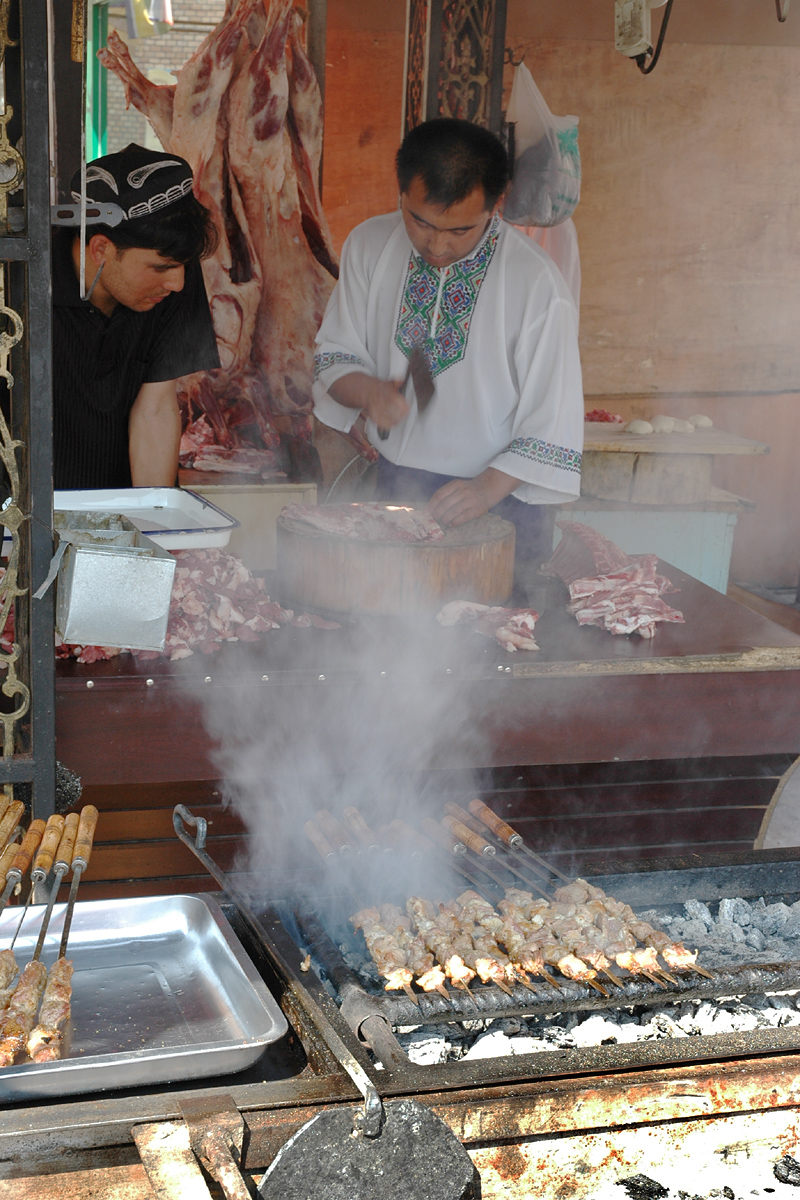
فروش چوان در Xinjiang

در تیانجین و جینان، چوان عمدتاً با قطعات نان گرد سرو می‌شود.